# 罗伯托·卡瓦列斯·巴埃纳
罗伯托·卡瓦列斯·巴埃纳（西班牙語：Roberto Carballés Baena；1993年3月23日—）是一位西班牙網球運動員。他迄今為止最高ATP排名是71位，在2021年11月創造。